# Réserve de rhinocéros de Ziwa
 (janvier 2018).
Si vous disposez d'ouvrages ou d'articles de référence ou si vous connaissez des sites web de qualité traitant du thème abordé ici, merci de compléter l'article en donnant les références utiles à sa vérifiabilité et en les liant à la section « Notes et références ».
La réserve de rhinocéros de Ziwa est une réserve de faune privée à but non lucratif en Ouganda, située à 180 km au nord de Kampala, dans le district de Nakasongola et le bassin de la Kafu.

## Aperçu
La création de la réserve est le résultat d'une collaboration entre la Uganda Wildlife Authority et le Rhino Fund Uganda, une organisation non gouvernementale dont le but est la restauration de la population de rhinocéros de l'Ouganda et Ziwa Ranchers Limited, une compagnie privée de gestion de territoires. La réserve constitue un lieu sûr où les rhinocéros peuvent se reproduire à l'abri des prédateurs humains et non-humains et progressivement réintroduits dans les parcs nationaux du pays.
Environ 80 gardes-faunes se relaient 24h/24 pour assurer la sécurité des animaux. Les 70 km2 de la réserve sont entourés d'une barrière électrifiée de 2 mètres. Une quarantaine d'autres espèces de mammifères, de reptiles et d'oiseaux cohabitent dans la réserve, dont des singes, des antilopes, des hippopotames et des crocodiles. 

## Histoire
Le rhinocéros noir et le rhinocéros blanc étaient toutes deux endémiques en Ouganda avant d'en disparaître progressivement, victimes de braconnage, de conflit armé et de la destruction de leur habitat et en 1982, plus aucun individu n'y était observé. La réserve de Ziwa fut créée en 2005 pour les réintroduire.
Issue d'un groupe de six animaux, dont quatre achetés auprès du Solio Ranch au Kenya et deux donnés par Disney's Animal Kingdom à Orlando en Floride aux États-Unis, la population était de quinze individus en avril 2014. En avril 2015, aucun d'eux n'avait été réintroduit dans un autre parc du pays.